# Sainte-Sabine (Quebec)
| Sainte-Sabine                 |                       |
| Stesabinevuedularge.jpg       |                       |
| Coordenadas: 46°29' N 70°21'W |                       |
| Província                     | Quebec                |
| Região administrativa         | Chaudière-Appalaches  |
| Incorporado em                | 26 de agosto 1908     |
| Prefeito                      | Denis Boutin          |
| Código postal                 | G0R 4H0               |
|                               |                       |
| Área                          |                       |
| - Cidade                      | 67,28 km², 26 mi²     |
| Fuso horário                  | UTC -5                |
| População (2006)              |                       |
| - Cidade                      | 418                   |
| - Densidade                   | 6 hab/km², 16 hab/mi² |

Sainte-Sabine é um município canadense do conselho municipal regional de Les Etchemins, Quebec, localizado na região administrativa de Chaudière-Appalaches. Em sua área de pouco mais de 67 km², habitam cerca de quatrocentas pessoas.